# Knossos Palace
La Knossos Palace è una nave traghetto costruita dalla Fincantieri di Sestri Ponente. Dalla fine del 2020, opera per la compagnia di navigazione Minoan Lines.

## Caratteristiche
La Knossos Palace dispone di 190 cabine standard e lusso suddivise in 101 cabine interne con quattro posti letto, 75 cabine esterne con quattro posti letto, 5 suite esterne due letti e divano letto, 7 suite esterne con letto matrimoniale e divano letto e 2 cabine per portatori di handicap, per un totale di 732 posti letto. In aggiunta alle cabine sono presenti 108 poltrone di seconda classe.
Spinta da quattro motori Diesel Wärtsilä, la nave può raggiungere una velocità di circa 30 nodi. Può imbarcare 110 autovetture assieme a circa 140 semirimorchi, o in alternativa 660 autovetture. Dispone inoltre di 3 bar, (Olympia 460 posti, Armonia 334 + 118 posti, Poseidon 100 posti), un self service da 268 coperti, un ristorante da 160 coperti, una discoteca, un cinema, uno shopping center, internet corner, casinò, area videogiochi, area bambini e una piscina all'aperto.

## Servizio

### Minoan Lines (2001-2012)
La nave viene costruita dallo stabilimento Fincantieri di Sestri Ponente, venendo consegnata alla Minoan Lines nel dicembre 2001. Viene inserita assieme alla gemella Europa Palace sulla rotta più importante per la compagnia, la Patrasso - Igoumenitsa - Ancona, collegando l'Italia alla Grecia in meno di 19 ore. La nave ha servito anche la rotta domestica greca tra continente e l'isola di Creta: Candia - Pireo. Dal 2009 il traghetto viene spostato sulla rotta Patrasso - Igoumenitsa - Venezia, in seguito all'entrata in servizio di unità più grandi come le gemelle Cruise Olympia e Cruise Europa che ne prendono il posto sulla rotta da e per Ancona.
Durante la crisi economica che attanaglia l'Europa ed in particolare la Grecia, e ad una conseguente perdita di traffico merci e passeggeri tra Italia e Grecia, la Minoan Lines decide nel 2012 di chiudere la rotta da e per Venezia, lasciando la Olympia Palace e la gemella in disarmo o in rinforzo ad altre linee e mettendole di fatto sul mercato.

### Tirrenia CIN (2012-2018)
Nell'estate 2012 viene noleggiata alla neonata Tirrenia Compagnia Italiana di Navigazione con lo scopo di sostituire vecchi e lenti traghetti Tirrenia inseriti sulle rotte tra Civitavecchia e Cagliari rilanciando così l'immagine della nuova compagnia appena privatizzata.
Le due navi giungono ai cantieri navali Palumbo di Messina il 19 luglio 2012 per le certificazioni e il cambio nome, ma la necessità di inserire in linea il traghetto per l'esodo estivo fa sì che l'imbarcazione assuma una livrea ibrida tra la classica fiancata bianco-rossa Minoan e la grande scritta Tirrenia in blu.
La tratta viene così coperta in 11 ore contro le 15/16 ore delle vecchie navi. La rotta non viene comunque percorsa alla potenziale velocità di crociera della nave (circa 30 nodi) che la renderebbe antieconomica per gli elevati consumi che si andrebbero a sommare ad un non elevato traffico e tariffe imposte dal Ministero dei trasporti, per cui la linea viene percorsa ad una più modesta e comunque importante velocità compresa tra i 21 e i 22 nodi che impegnano solo due dei quattro potenti motori.
Durante il periodo invernale lascia la sua rotta preferenziale Civitavecchia-Cagliari spostandosi sulle rotte Genova - Porto Torres o Civitavecchia - Olbia, dove è più necessario avere maggiore capacità merci, spostando su Cagliari le meno capienti unità Bithia.

### Grimaldi Lines (2018-2020)
Terminato il noleggio alla Tirrenia CIN, il 22 gennaio 2018 il traghetto viene restituito a Grimaldi Lines, che la ribattezza Cruise Bonaria. Con la Grimaldi opera sulla tratta Civitavecchia - Olbia.

### Minoan Lines (2020)
Nel dicembre 2020, la Grimaldi Group per uno scambio con la Knossos Palace ora Cruise Bonaria la sposta in Grecia, dove per conto di Grimaldi Minoan Lines assume il nome Knossos Palace.

## Incidente
Il 18 giugno del 2020 alle 19:45, la nave, mentre arrivava a Olbia, sviluppò un incendio scaturito da un semirimorchio di un camion nel garage di prua, spento dalla Guardia Costiera e dal rimorchiatore Mascalzone Scatenato

## Navi gemelle
- Festos Palace (già Europa Palace e Amsicora)

Seppure diverse nella configurazione interna e negli allestimenti, la nave appartiene alla stessa serie delle altre tre unità della flotta Minoan - Grimaldi Lines: Festos Palace, Cruise Bonaria e Kydon Palace, e alle cinque unità tipo Bithia / Nuraghes della Tirrenia.